# Walter Eschweiler
Walter Eschweiler (Bonn, 20 settembre 1935) è un ex arbitro di calcio tedesco.
Inquadrato nel corpo diplomatico a disposizione del Ministero degli Esteri della Germania Ovest, Eschweiler debutta in Bundesliga già nel 1966 e dal 1971 ottiene i galloni da internazionale.
Le soddisfazioni maggiori raggiunte in carriera sono le seguenti: nel 1980 è protagonista della finale di andata di Supercoppa Europea Barcellona-Nottingham Forest; ha arbitrato la finale di ritorno di Coppa UEFA 1980-1981 tra AZ Alkmaar ed Ipswich Town; ha diretto la finale di Coppa delle Coppe del 1982 tra Barcellona e Standard Liegi, mentre al Campionato mondiale di calcio 1982 ha diretto l'incontro del Gruppo 1 Italia-Perù, terminato 1-1.
Vanta anche la direzione di una semifinale di Coppa delle Coppe (nel 1980) e di una semifinale di Coppa UEFA (nel 1983).
Ha svolto le funzioni di guardalinee nel 1972 in occasione del torneo calcistico all'Olimpiade di Monaco di Baviera, e nel 1974 in occasione del Mondiale di calcio in Germania Ovest.
Nel 1977 viene eletto dalla Federcalcio tedesca miglior arbitro tedesco del campionato.